# George R. Tilton
George R. Tilton (* 3. Juni 1923 in Danville (Illinois); † 12. Oktober 2010 in Eugene (Oregon)) war ein US-amerikanischer Geochemiker und Spezialist für Uran-Blei-Datierung.
Tilton studierte am Blackburn College bei Saint Louis in Missouri und, unterbrochen von zwei Jahren 1943 bis 1945 bei der US Army (er war in der 26. Infanteriedivision an der Befreiung Frankreichs beteiligt und wurde 1944 im Elsass verwundet, wofür er den Purple Heart bekam), an der University of Illinois at Urbana-Champaign mit dem Bachelor-Abschluss in Chemie 1948. Danach spezialisierte er sich auf Radiochemie und wurde 1951 an der University of Chicago promoviert. Er ging an das Geophysical Laboratory der Carnegie Institution in Washington D.C. 1965 wurde er Professor für Geochemie an der University of California, Santa Barbara, an der er 1991 emeritiert wurde. Er blieb aber auch danach wissenschaftlich aktiv.
Tilton war ein Pionier der Uran-Blei-Datierung von Gesteinen und entwickelte mit Clair Patterson eine neue Technik, das Alter von Granit-Gesteinen aus darin enthaltenen Zirkonen zu bestimmen (Isotopen-Verdünnung, Massenspektrometrie, Reinigungsverfahren u. a.). Er bestimmte damit auch das Alter von Meteoriten und die Ergebnisse ermöglichten es damals in den 1950er Jahren, das Alter von Erde und Sonnensystem auf rund 4,5 Milliarden Jahre zu bestimmen (das Alter eines Zirkons aus einem Granit bestimmte er 1955 zu rund 1 Milliarde Jahre). Später wandte er sich der Frage der Herkunft der Magmen von Vulkanen zu und Aussagen über die Entwicklung der Gesteine der Kruste und des Mantels, die sich daraus ergeben, zum Beispiel, ob es wiederaufbereitetes Material der Kruste oder des Mantels war und wie oft dieses bereits aufgeschmolzen worden war.
1980 war er Präsident der Geochemical Society. 1984 wurde er Ehrendoktor der ETH Zürich. Er war Mitglied der National Academy of Sciences. 1989 erhielt er einen Humboldt-Forschungspreis (mit dem er an einem Max-Planck-Institut war). Er war Fellow der Geological Society of America und der American Geophysical Union.
1948 heiratete er Elizabeth Jane Foster, mit der er fünf Kinder hatte.

## Schriften (Auswahl)
- mit C. Patterson,H. Brown,  M. Inghram: Concentration of uranium and lead and the isotopic composition of lead in meteoritic material,  Physical Review, Band 92. 1953, S. 1234–1235
- mit C. Patterson, M. Inghram: Age of the Earth, Science, Band 121, 1955, S. 69–75
- mit C. Patterson, H. Brown u. a.:  Isotopic composition and distribution of lead, uranium and thorium in a precambrian granite, Geological Society of America Bulletin, Band  66, 1955, S. 1131–1148
- mit L. Nicolaysen:  The Use Of Monazites For Age Determination, Geochimica Et Cosmochimica Acta, Band 11, 1957, S. 28–40,
- Volume Diffusion As A Mechanism For Discordant Lead Ages, Journal of Geophysical Research, Band 65, 1960, S. 2933–2945,
- mit G. W. Wetherill, G. L.  Davis, M. N.: 1000-Million-Year-Old Minerals from the Eastern United States and Canada, Journal of Geophysical Research, Band 65, 1960, S. 4173–4179.
- mit R. H. Steiger: Lead Isotopes and the Age of the Earth, Science, Band 150, 1965, S. 1805–1808.
- mit M. H. Grunenfelder: Sphene: uranium-lead ages, Science, Band 159, 1968, S. 1458–1461
- Isotopic lead ages of chondritic meteorites, Earth and Planetary Science Letters, Band 19, 1973, S. 321–329
- mit J. H. Chen: Isotopic lead investigations on the Allende carbonaceous chondrite, Geochimica Et Cosmochimica Acta, Band 40, 1976, S. 635–643.
- mit C. A. Hopson, J. E. Wright: Uranium-Lead Isotopic Ages Of The Samail Ophiolite, Oman, With Applications To Tethyan Ocean Ridge Tectonics, Journal of Geophysical Research, Band 86, 1981, S. 2763–2775
- Evolution of depleted mantle: The lead perspective, Geochimica Et Cosmochimica Acta, Band 47, 1983, S. 1191–1197
- mit S. T. Kwon:  Isotopic evidence for crust-mantle evolution with emphasis on the Canadian Shield, Chemical Geology, Band 83, 1990, S. 149–163.
- mit K. Hoernle, H. Schmincke:  SrNdPb isotopic evolution of Gran Canaria: Evidence for shallow enriched mantle beneath the Canary Islands, Earth and Planetary Science Letters, Band 106, 1991, S. 44–63
- mit W. Schreyer, H. P. Schertl: Pb-Sr-Nd Isotopic Behavior Of Deeply Subducted Crustal Rocks From The Dora Maira Massif, Western Alps, Italy: What Is The Age Of The Ultrahigh-Pressure Metamorphism, Contributions To Mineralogy And Petrology, Band 108, 1991, S. 22–33